# Egremont (Massachusetts)
Pour les articles homonymes, voir Egremont.
Egremont est une ville du Comté de Berkshire dans l’État du Massachusetts.
Elle a été incorporée en 1775.
Sa population était de 1 372 habitants en 2020.